# Darbepoetina alfa
Darbepoetina alfa es un fármaco estimulador de la eritropoyesis (ESA) de segunda generación; se trata de la versión sintética (recombinante) de la eritropoyetina (EPO), una hormona humana natural producida por los riñones. La darbepoetina, igual que su equivalente natural (EPO), estimula la eritropoyesis, es decir, la producción de eritrocitos (también llamados glóbulos rojos o hematíes).
Se produce por tecnología ADN recombinante en células de hámster chinos, y se diferencia de la eritropoyetina natural en que contiene dos cadenas más de oligosacáridos. La proteína está formada por 165 aminoácidos.
Su vida media en el organismo es de unas 26 horas, en contraste con las 6-8 horas de vida media de las distintas epoetinas (ESA de primera generación).
La Farmacocinética de la Darbepoetina es más compleja y más larga que la EPO normal, porque en su estructura hay cinco cadenas de carbohidratos unidas por un grupo amida y hay mucha más siaoproteina. Esto permite una mejor administración de medicamento en los enfermos de insuficiencia renal crónica.
Es comercializado por la empresa farmacéutica estadounidense Amgen, bajo el nombre comercial Aranesp, tras obtener en 2001 los permisos pertinentes tanto en Estados Unidos como en la Unión Europea.
La darbepoetina ha sido utilizada como forma de dopaje en diversos deportes de resistencia; así, saltó a la fama tras dar varios deportistas (entre otros, el esquiador de fondo español Johann Mühlegg) positivo por dicha sustancia en los Juegos Olímpicos de Salt Lake City 2002.